# Tau4 Eridani
Tau4 Eridani (τ4 Eri / 16 Eridani) es la octava estrella más brillante de la constelación de Eridanus. De magnitud aparente +3,66, se encuentra a 258 años luz de distancia del sistema solar.
Tau4 Eridani es una gigante roja de tipo espectral M3.5IIIb cuya temperatura superficial estimada es de 3575 K.
Su luminosidad bolométrica —la mayor parte de su radiación es emitida como luz infrarroja— es 1110 veces superior a la del Sol.
Su temperatura y luminosidad permiten evaluar su diámetro, siendo éste 87 veces más grande que el diámetro solar.
Asimismo, la medida de su diámetro angular, 10,71 ± 0,54 milisegundos de arco, da lugar a un valor para su radio 90 veces más grande que el del Sol, en concordancia con el valor obtenido de acuerdo a modelos teóricos.
La masa de Tau4 Eridani es 1,5 veces mayor que la del Sol y tiene una edad de 2700 millones de años.
Hace medio millón de años finalizó la fusión de su hidrógeno interno y parece estar al final de una fase de aumento de brillo que finalizará con la ignición del helio de su núcleo interno.
Aunque inicialmente se pensó que era una estrella variable irregular, posteriormente su variabilidad ha sido cuestionada.
Tau4 Eridani forma un sistema binario con una enana naranja (denominada BD-22 584B) de magnitud +9,5 y tipo K0V, siendo la separación visual entre ambas estrellas de 5,9 segundos de arco.
La distancia de BD-22 584B respecto a su brillante compañera es de más de 470 UA, empleando más de 6500 años en completar una órbita alrededor de ella.